# Артский деспотат
Артский деспотат (алб. Despotati i Artës), деспотат Арты и Рогои, Албанский деспотат — деспотат в Эпире, существовавший в 1358—1416 годах и управлявшийся албанскими племенными вождями. Его центром был город Арта. В делопроизводстве и богослужении деспотата употреблялся греческий язык. Свой рассвет государство пережило при Гин Буа Шпате в 1374—1381 гг., когда в состав государства входил весь юг Эпира и деспоту удавалось проводить успешные рейды против правителей северного Эпира, государство которых фактически представляло собой город Янину с окрестностями.
За время правления албанцев, установленная до них византийская государственная структура, которая в свою очередь была перенята Эпирским деспотатом, не претерпела каких-либо заметных изменений и деспоты Арты, в целом, продолжали использовать греческую систему государственного управления.

## История

### Основание Артского деспотата
Весной 1359 года албанцы во главе Петера Лоши и Гин Буа Шпаты разгромили деспота Эпира Никифора II Орсини вблизи реки Ахелоос. Сам Никифор был убит. Благодаря этому они сумели создать два новых государства в южной части Эпира: Артский деспотат и деспотат Ангелокастрон и Лепанто.
Узнав о поражении Никифора II, бывший эпирский правитель титулярный царь сербов и греков Симеон Синиша Неманич прибыл в регион и захватил власть в Эпире и Фессалии, сделав своей столицей фессалийский город Трикала. Вскоре, в благодарность албанцам за их помощь Симеон Неманич даровал правителям обоих государств титул деспота. Симеон закрепил за Петером Лошей крепости Арту и Рогою, а за Гин Буа Шпатой — Ангелакострон и Лепанто.

### Борьба с Эпиром
Петер Лоша выступал в качества вассала правителя Эпира Симеона Неманича лишь формально. Более того, жители северного Эпира со столицей Яниной были обеспокоены правлением албанцев на юге и опасались быть ими захвачены. Жители Янины выслали Симеону петицию, в которой просили о защите их от албанцев. Неманич с готовностью откликнулся на просьбы и назначил правителем Янины с пригородами своего зятя, деспота Фому Прелюбовича. Правление Фомы началось с военных действий против Артского деспотата, длившихся в 1367—1370 гг.
Каждый год албанцы артского деспота Петера Лоши нападали на Янину и осаждали её. В результате этих событий, в 1370 году Прелюбовичу удалось заключить мир с Лошей, который был скреплен династическим браком. Албанцы были удовлетворены миром, и Янинcкий деспотат был избавлен от их нападений на несколько лет.
Но в 1374 году правитель Арты, Петер Лоша, умер от охватившей Арту чумы. Государство было объединено под властью родственника Лоши, деспота Ангелокастрона и Лепанто Гин Буа Шпаты, присоединившего свои владения к Арте.
Поскольку Гин Шпата не был связан никакими соглашениями с янинским деспотом, отношения между Артой и Яниной вновь накалились. В 1375 году Гин Буа Шпата напал на столицу Северного Эпира и осадил её, разграбив окрестности. Но албанцам не удалось взять город. Фоме удалось на время купить мир. Он пообещал Гин Буа Шпате женитьбу на Елене — сестре Фомы Прелюбовича. Тем не менее между Яниной и албанцами продолжались эпизодические и зачастую жестокие войны. Так, 14 сентября 1377 года албанский вождь по имени Гин Фратес, стоявший во главе малакасийцев, напал на город. Он был побеждён Фомой, а все пленные были проданы в рабство.
В феврале 1379 году произошло новое нападение албанцев на Янину. В этот раз им помог предатель в городе. Всё время албанцы нападали лишь на сухопутною сторону Янины. По указанию изменника они под покровом ночи неожиданно совершили нападение на лодках со стороны озера, где Янина была не защищена. Двести малакасийцев взобрались на скалу и заняли северную часть города с его башней. Остальные ждали на острове в озере и присоединились к отряду позже. В течение трёх дней албанцы пытались завладеть остальными частями города. Однако жители Янины смогли дать им отпор и нанести сокрушительное поражение албанцем. Янинский деспот Фома одних албанцев бросил в тюрьму для выкупа, другие были проданы в рабство. Те, кто был пойман на озёрном острове, также были проданы. Болгарам и влахам, сражавшимся с албанцами, порезали носы.
В мае того же года деспот Гин Буа Шпата решил совершить новый набег. Он появился в окрестностях Янины, планируя опустошить виноградники и поля. Однако Фоме удалось отразить набег, проявляя ещё большую жестокость к албанцам. Прелюбович вешал пленников и рубил им конечности. В связи с этим Гин Шпата был вынужден покинуть Янинский деспотат.
Удачнее были военные действия против итальянских правителей Кефалинии и Закинфа графов Токко, которые контролировали земли в Акарнании и Этолии. Из трёх городов, когда-то принадлежавших им в Акарнании и Этолии, только Воница осталась в итальянских руках. Регентша Маддалена Буондельмонти, которая правила от имени своих малолетних сыновей Карло I и Леонардо II Токко, поручила защиту Воницы рыцарям-госпитальерам на Родосе. В апреле 1378 года великий магистр ордена Жан Фернандес де Эредиа прибыл в регион и решил напасть на албанский деспотат и захватить Арту. Однако в результате засады, устроенной Шпатой, он потерпел неудачу и был взят в плен. За огромные деньги албанцы продали Эрендиа туркам-османам. После этого успеха Гин Шпата организовал брак своей дочери Айрен на ахейском бароне Мореазе Марчесано. Вскоре правитель Эпира, Фома Прелюбович, предложил Артскому деспотату союз, но и он просуществовал не долго.
Так, в 1381 году Фома, воспользовавшись помощью турок-османов, вновь пошёл войной на Артский деспотат, завоевав множество крепостей региона и за свою безжалостность получил прозвище «Убийца албанцев». Неизвестно, чем бы кончился новый конфликт, но в 1384 году Прелюбович был убит собственной стражей. Воспользовавшись этим, Гин Шпата в 1385 году вновь напал на Янину, но не смог справиться с защитой турок-османов, которых призвал на помощь новый правитель Эпира Исав де Буондельмонти. Летом в 1389 году, когда турецкие войска были сосредоточены в Сербии, деспот Арты вновь совершил набег на окрестности Янины, но также ничего не добился и заключил с деспотом Эпира Исавом де Буондельмонти перемирие.

### Политический кризис и падение государства
После смерти Гин Буа Шпаты в 1399 году деспотат пришел в упадок, началась борьба за власть между его родственниками. Пришедший к власти Сгурос Буа Шпата в 1400 году был в этом же году свергнут авантюристом Вонко, который в свою очередь был свергнут Муриком Шпатой. Междоусобная война подорвала единство государства, так, на юге свергнутый с престола Арты Сгурос Буа Шпата стал деспотом Ангелокастрона и Лепанто в 1401 году.
После смерти Сгуроса в 1403 году, его сын Паул Буа Шпата стал новым правителем Ангелокастрона и Лепанто под протекторатом Османской империи. Между тем начались набеги турок-османов на саму Арту, которых нанимал деспот Эпира Исав де Буондельмонти. В 1406 году Паул уступил туркам Ангелокастрон, однако в 1408 году граф Кефалинии и Закинфа Карло I Токко удалось захватить город и изгнать османов.
После смерти Буондельмонти в 1411 году трон Эпира был предложен его племяннику Карло I Токко. В новой войне Эпира и Арты, Мурику Шпате удалось одержать победу над Карло в 1412 году и осадить Янину, но взять столицу Эпира так и не удалось. Более того в 1415 году Мурик погиб в битве и Карло I начал вторжение на Арту. Новому деспоту Арты Якупу Буа Шпате удалось отстоять город. Карло ушел в Янину, но вскоре после этого он смог заманить Якупа в засаду, в которой деспот был схвачен и казнен. Воспользовавшись этой победой 4 октября 1416 года Артский деспотат был захвачен деспотом Эпира Карло I Токко.

## Правители Артского деспотата

### Династия Лоша
| Имя на русском | Имя на албанском | Годы правления | Примечания             |
| -------------- | ---------------- | -------------- | ---------------------- |
| Петер Лоша     | Pjetër Losha     | 1359—1374      | Основатель государства |

### Династия Шпата
| Имя на русском   | Имя на албанском   | Годы правления | Примечания |
| ---------------- | ------------------ | -------------- | --- |
| Гин Буа Шпата    | Gjin Bua Shpata    | 1374—1399      | В 1358—1374 был деспотом Ангелокастрона и Лепанто, после смерти своего родственника, Петера Лоши вскоре получил престол Арты и присоединил к ней свои владения. |
| Сгурос Буа Шпата | Skurra Bua Shpata  | 1400           | |
| Вонко            | Wonko              | 1400—1401      | Внединастийный правитель, узурпатор |
| Мурик Буа Шпата  | Muriq Bua Shpata   | 1401—1415      | |
| Якуп Буа Шпата   | Jakup Bua Shpata   | 1415 1415—1416 | На короткое время, в результате восстания, был смещен своим сводным братом Карло Марчесано. 4 октября 1416 года Артский деспотат был завоеван Карлом I Токко.   |
| Карло Марчесано  | Charles Marchesano | 1415           | Сводный брат Якупа Буа Шпаты, взошел на престол в результате восстания албанских магнатов.                                                                      |